# 永勤乡
永勤乡，是中华人民共和国黑龙江省齐齐哈尔市拜泉县下辖的一个乡镇级行政单位。

## 行政区划
永勤乡下辖以下地区：
新民村、永勤村、万合村、丰盛村、平安村、跃先村、荣胜村和立功村。